# شموكة
شموكة هي قرية صغيرة تقع على طريق تل تمر الشمالي وهو أحد الطرق الرئيسية في محافظة الحسكة في شمال شرق سوريا.
تقع القرية على بعد حوالي 21 كيلو متر شمال غرب مدينة الحسكة، وهي تطل على السد الغربي في مدينة الحسكة من الشمال وعلى نهر الخابور من الجنوب.
تحدها من الغرب مجموعة من القرى وهي أم غركان ثم تل عربوش ثم تل بريخ وبعدها تل سكرة وأم رمان وتل جزيرة وغيرها، ومن الشرق تل ضخر ثم المشتل ثم الحاج «ام الماعز» ثم المداجن.